# Kerpelény
Kerpelény (1899-ig Krpelány, szlovákul Krpeľany) község Szlovákiában, a Zsolnai kerületben, a Turócszentmártoni járásban.

## Fekvése
Turócszentmártontól 15 km-re északkeletre, a Turóci-medence északkeleti részén, a Vág jobb partján fekszik. Határa a Nagy-Fátra gerincéig nyúlik fel, melynek legmagasabb pontja az 1187 m magas Kopa.

## Története
A régészeti leletek tanúsága szerint területe már a kőkorszakban is lakott volt. A lausitzi, a laténi és a puhói kultúra tárgyi emlékei kerültek itt elő, de lakott volt a kelták idejében és a korai szláv korszakban is.
Kerpelény a szucsányi váruradalom területén keletkezett. A község első említése 1430-ból, Zsigmond király okleveléből származik. 1488-ban „Kerpelen”, 1541-ben „Kopelyan” néven említik. Szucsány várának uradalmához tartozott. 1541-ben Nyári Lőrinc itteni birtokát lányával hozományként a Huszár családnak adja. A család egészen a 20. századig marad birtokos a községben. 1785-ben 50 házában 316 lakos élt.
A 18. század végén Vályi András így ír róla: „KREPLAN. vagy Krplan. Tót falu Túrocz Várm. lakosai leg inkább Evangelikusok, fekszik Turánhoz 1/4 órányira, jó almát, és szilvát termő gyümöltsössei vagynak, határja középszerű.”
1828-ban 52 háza és 326 lakosa volt, akik főként mezőgazdasággal foglalkoztak.
Fényes Elek 1851-ben kiadott geográfiai szótárában így ír a faluról: „Krpellán, Thurócz m. tót falu, a Vágh bal partján, a liptói országutban: 37 kath., 282 evang., 7 zsidó lak. Határa termékeny; rétje, legelő igen jó; kőbányája van. Vannak több almás és szilvás kertjei. F. u. gr. Nyáry, és a Huszár család. Ut. p. Nolcsó.”
A trianoni diktátumig Turóc vármegye Turócszentmártoni járásához tartozott.
Fejlődésére ösztönzőleg hatott a Kerpelényi víztározó és a Vág-csatorna 1953-ban történt megépítése.

## Népessége
| Év:            | 1994. | 2004.   | 2014.   | 2024.   |
| -------------- | ----- | ------- | ------- | ------- |
| Emberek száma: | 1062  | 1094    | 1106    | 1059    |
| Eltérés:       |       | +3,01 % | +1,09 % | -4,24 % |

| Év:            | 2023. | 2024.   |
| -------------- | ----- | ------- |
| Emberek száma: | 1062  | 1059    |
| Eltérés:       |       | -0,28 % |

1910-ben 391, túlnyomórészt szlovák lakosa volt.
2001-ben 1068 lakosából 1050 szlovák volt.
2011-ben 1079 lakosából 1060 szlovák.

## Nevezetességei

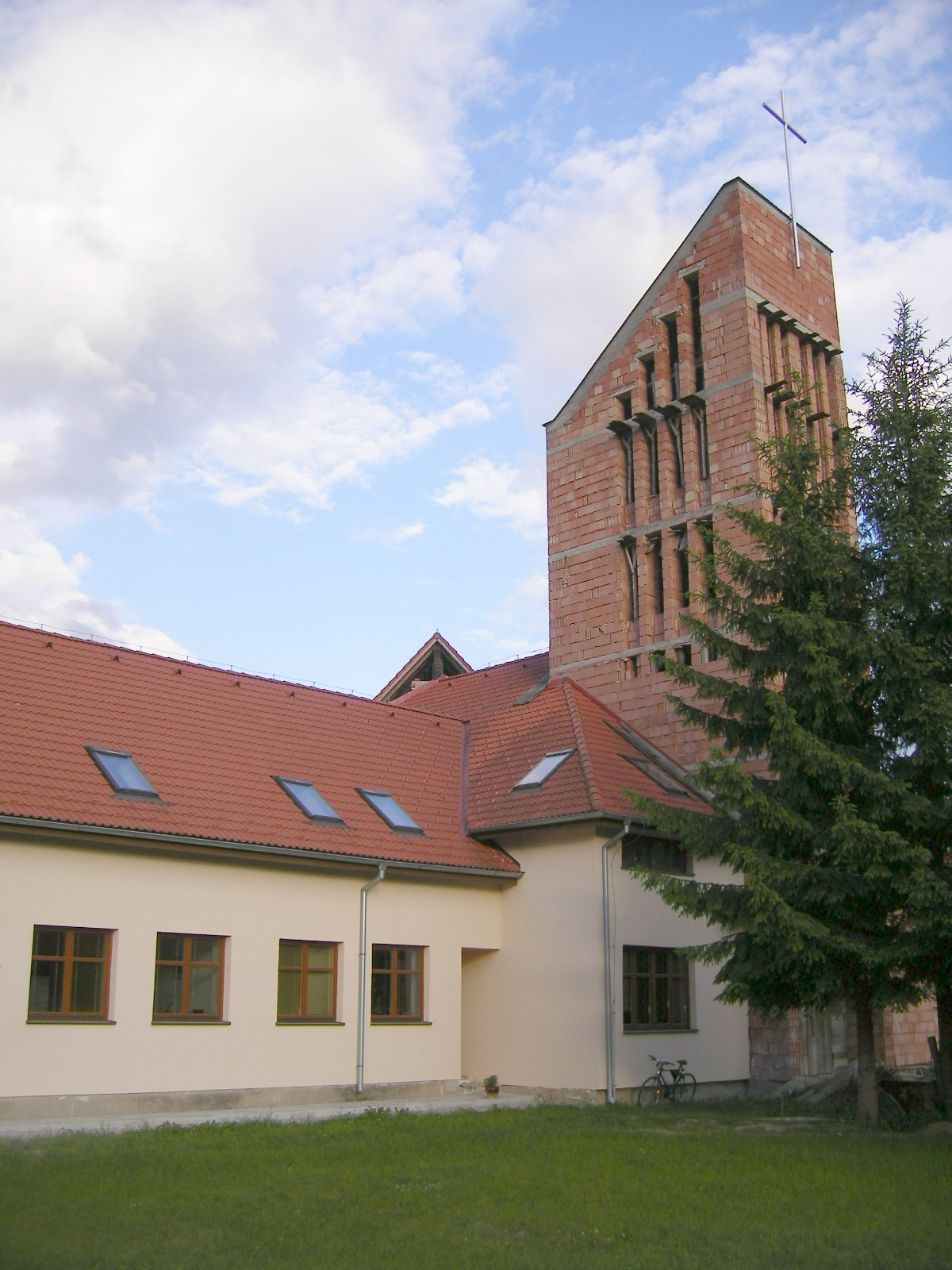
Kerpelény épülő temploma
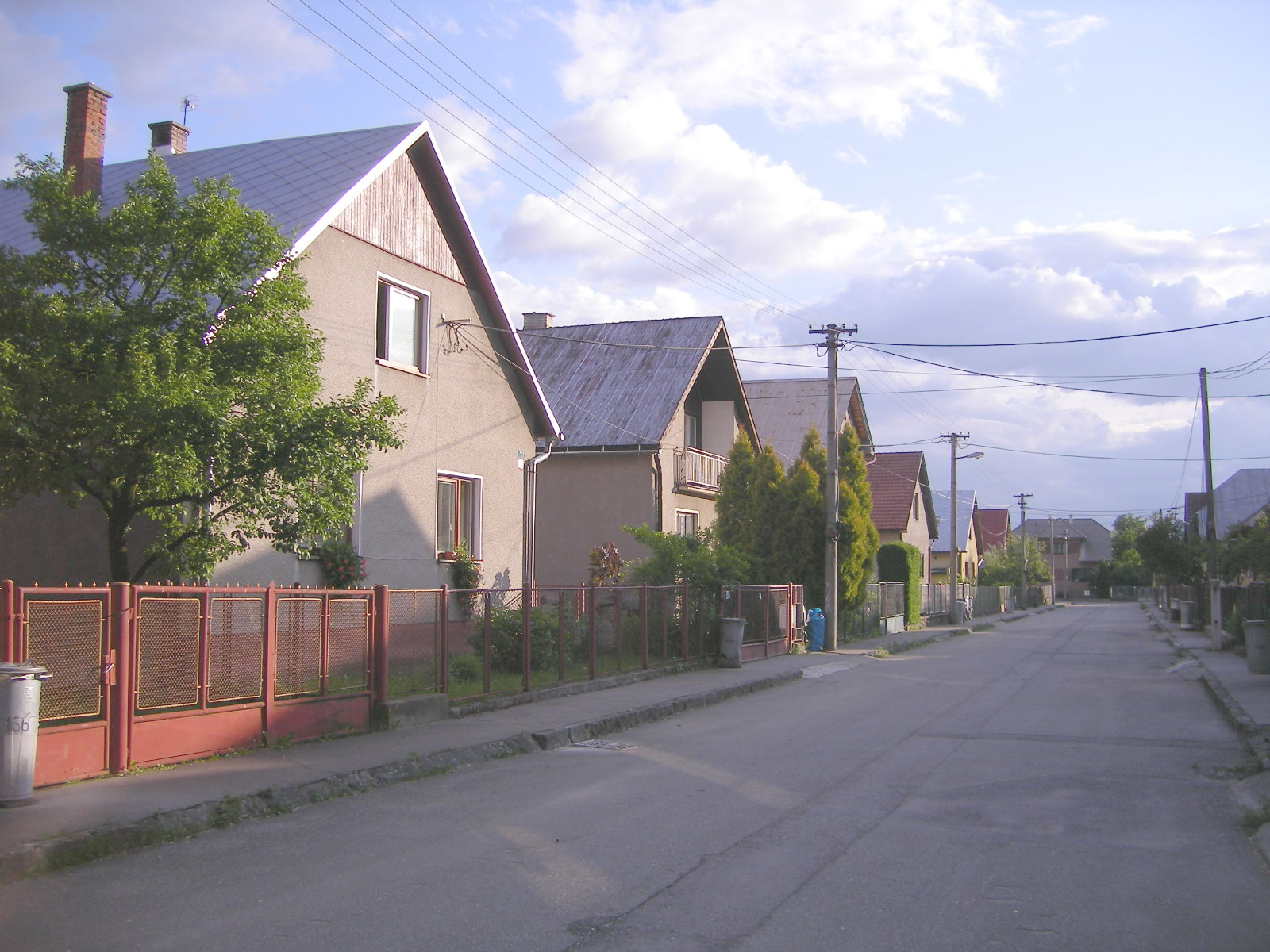
Utcakép
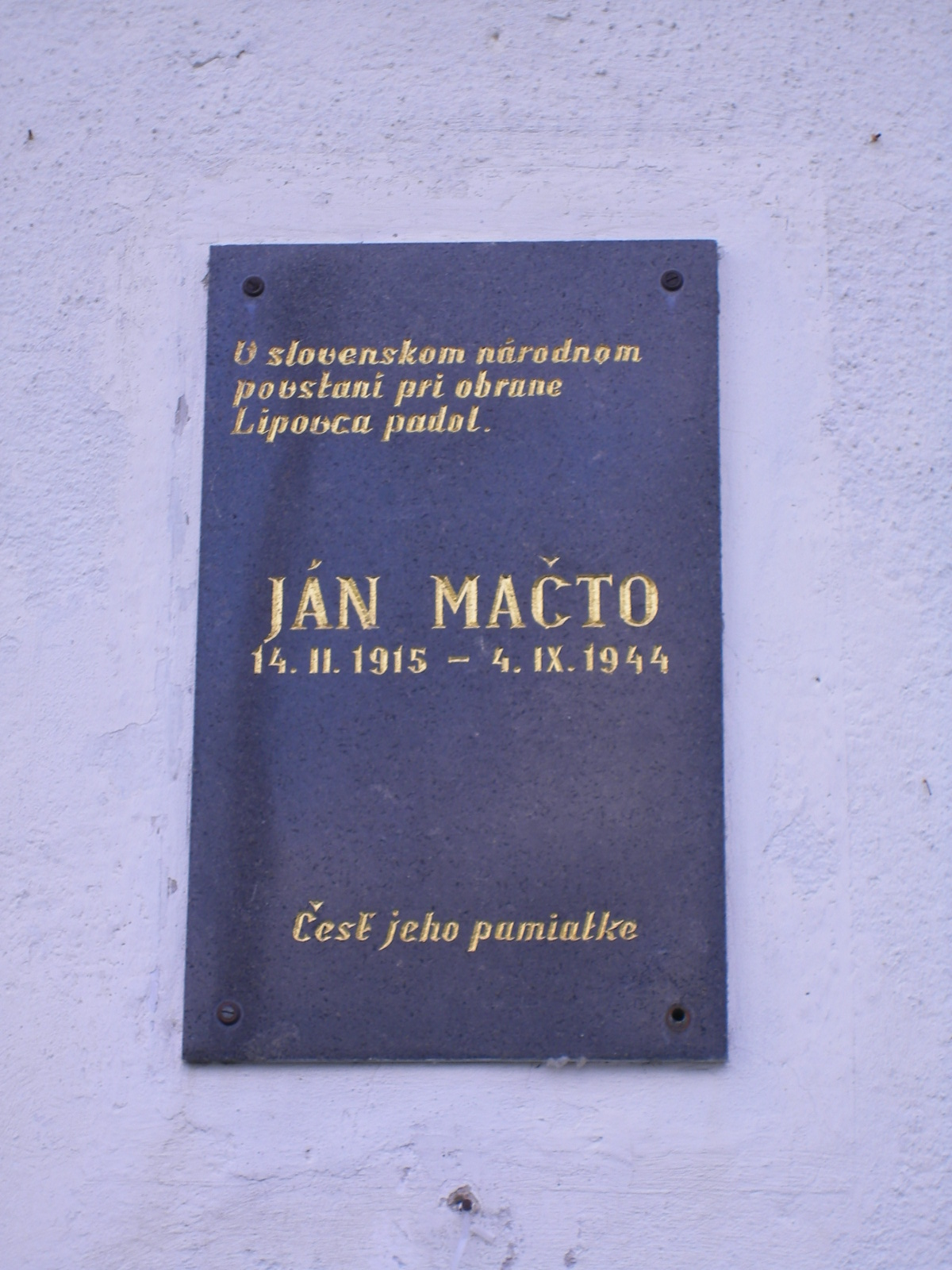
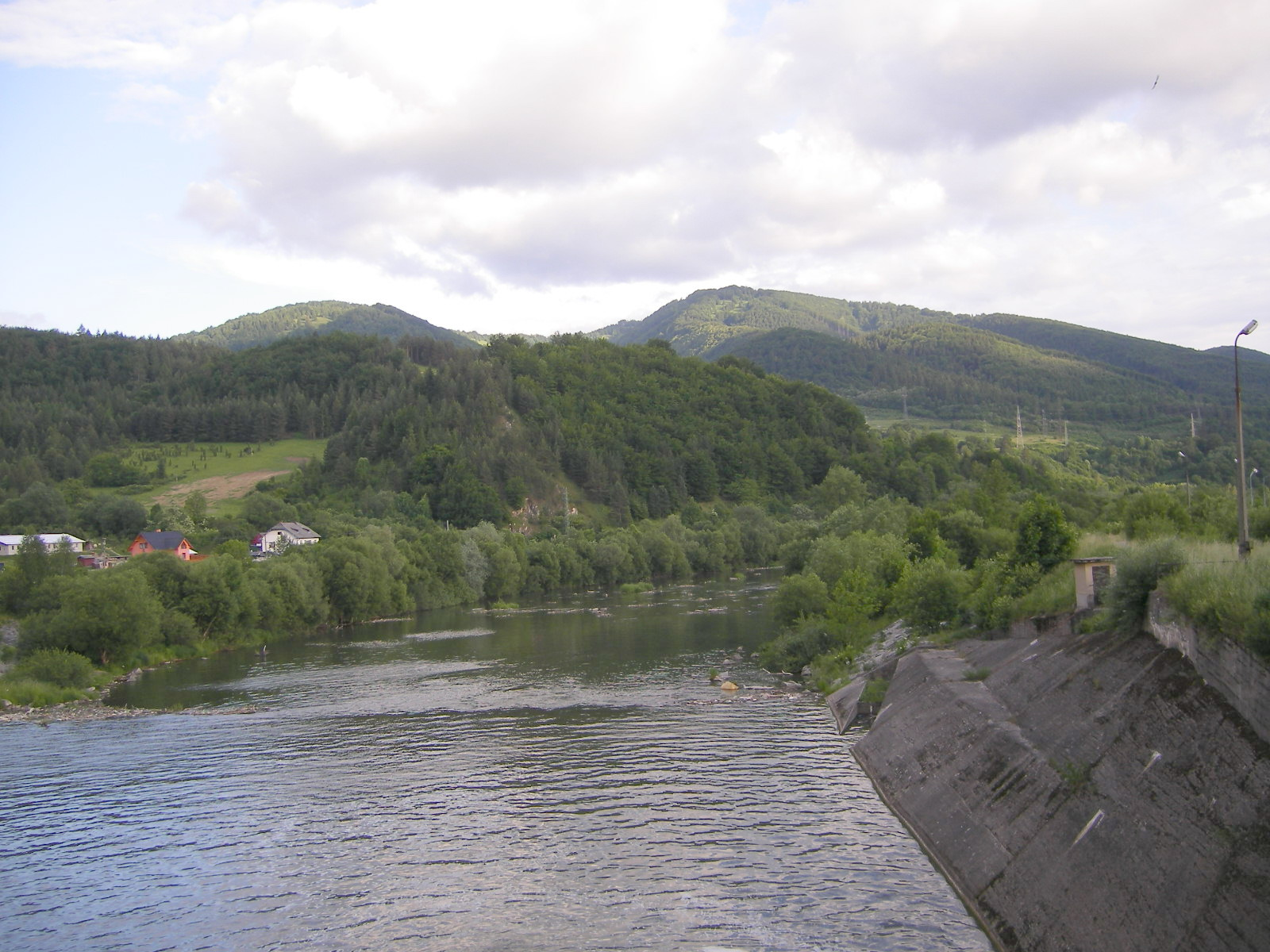

- A falu határa a Nagy-Fátra északkeleti részén fekszik, ezért kedvelt kiindulópontja a hegyekbe vezető turistautaknak. A kirándulók számára pihenőházak, éttermek állnak rendelkezésre.
- A téli sportok kedvelői számára kiváló sítereppel rendelkezik, sífelvonója 400 m hosszú és 400 személy szállítására alkalmas.
- A falunak népi folklórcsoportja (a Tiešňavan együttes) és gyermek folklórcsoportja is van.
- Klasszicista kúria a 19. század első feléből.

## Külső hivatkozások
- Községinfó
- Kerpelény Szlovákia térképén.
- Tourist-channel.sk
- A község a Turóci régió honlapján
- E-obce.sk Archiválva 2008. augusztus 13-i dátummal a Wayback Machine-ben